# Primero Sueño
Der Primero Sueño (spanisch für „Erster Traum“) ist ein Gedicht der mexikanischen Nonne und Dichterin Juana Inés de la Cruz. Das Gedicht hat 975 Verse und entstand zwischen 1685 und 1690. Der ursprüngliche Titel lautete vermutlich nur Sueño. Das Primero wäre dann eine Ergänzung des Verlegers, um die Parallele mit Gongoras’ berühmten Gedichtzyklus Soledades stärker zu betonen. Das Gedicht hat die Form einer Silva, einer spanischen unstrophischen Gedichtform von beliebiger, oft beträchtlicher Länge, die aus elf- und siebensilbigen Zeilen in unregelmäßiger Folge besteht, die durch Kreuzreime miteinander verbunden sind. Der Text folgt dem alten Muster des Lehrtraums und behandelt den Aufschwung und das Scheitern der nach Erkenntnis dürstenden Seele. Der Aufbau entspricht der Form eines barocken Flügelaltars und lässt sich in drei Teile gliedern.

## Inhalt

### 1. Teil: El dormir (Verse 1–146)
Das Gedicht beginnt mit dem einschlafenden Menschen und einem Traum vom Triumph der Nacht über die Natur. Die Dunkelheit steht hier für die Materialität der Erde und im Kontrast zu dem göttlichen Licht und kann somit als Metapher für die Unmöglichkeit der vollkommenen Erkenntnis verstanden werden.

### 2. Teil: El viaje (Verse 147–826)
Im Schlaf trennt sich nun die Seele vom Körper, dessen Funktionen mit denen einer Maschine verglichen und in ihren Einzelheiten beschrieben werden. Die befreite Seele erhebt sich nun in die Lüfte und betrachtet von der höchsten Bergspitze das Leben unter sich; sie sieht die Pyramiden als Symbol des Wissensdurstes des Menschen, denn auch deren Schatten versuchen, den Himmel zu erreichen. Die Seele versucht, sich noch höher zu schwingen, denn der menschliche Wunsch nach Erkenntnis ist unendlich, scheitert jedoch an der Hitze der Sonne und der Überforderung des Verstandes. Auch der Versuch, die Welt zu kategorisieren, schlägt fehl, denn das Einzelding widersetzt sich dem Verstehen ebenso wie das Ganze. Der Traum endet mit einem Gleichnis der Geschichte Phaethons, den der göttliche Blitz in seinem Übermut gebremst hat und dessen Beispiel, trotz des bitteren Endes die Nachahmer lockt. Das Bewusstsein gelangt jetzt wieder in den Körper und er vereint sich erneut mit der Seele, obwohl der Schlaf nach wie vor die Sinne umnebelt.

### 3. Teil: El despertar (Verse 827–975)
Die Sonne geht auf und bricht die Macht der Dunkelheit, es erwachen die Natur und die Protagonistin, die sich im letzten Vers als Frau zu erkennen gibt: y yo despierta (V. 975).
Der Sueño beschreibt die Suche nach Erkenntnis ebenso wie später die Antwort als aussichtslosen und doch alternativlosen Akt des Menschen, der sich trotz des hierin bereits evozierten Scheiterns dieser Aufgabe immer wieder stellt, da sie Teil seiner Natur ist. Theologische Fragestellungen spielen in dem Gedicht nur eine untergeordnete Rolle, stattdessen wird vornehmlich auf mythologisches Wissen zurückgegriffen. Gott erscheint hier vielmehr als übergeordnete Instanz, als derjenige, der als Einziger in der Lage ist, die Schöpfung zu verstehen, so dass jedes Stückchen mehr Bildung den Gläubigen dem Göttlichen näher bringt.

## Interpretationsansatz
Der „Sueño“ ist ein philosophisches Werk, das in der Tradition von Ciceros Somnium Scipionis eine nächtliche Traumreise der Seele auf der Suche nach Erkenntnis beschreibt. Berthold Volberg fasst die Wirkung wie folgt zusammen:
„Zweihundert Jahre vor Freud und C. G. Jung thematisiert sie die verschiedenen Traumphasen und in bizarren Bildern die Visualisierung von Unsichtbarem und Wünschen des Unterbewussten. Es besteht ein reizvoller Kontrast zwischen ihrer rationalen Analyse naturwissenschaftlicher Phänomene und ihrer Sprache, die sie zu barocken Metaphernbergen auftürmt. Am Ende dieser nicht mystischen, sondern intellektuellen Seelenwanderung durch die Nacht steht die enttäuschende Einsicht, dass vollkommene Erkenntnis unerreichbar bleibt – ein nächtlicher Traum, aus dem sie mit dem Sonnenaufgang erwacht. Dennoch schürt sie leidenschaftlich das Unmögliche Begehren, Alles verstehen zu wollen.“
Die Metapher vom Sturz des Phaethon scheint hier die beengte intellektuelle Situation des Träumenden zu spiegeln und wirkt nicht nur „wie ein herausfordernd vor die Füße der Inquisitoren geschleuderter Fehdehandschuh“, sondern scheint fast prophetisch auf das tragische Ende des Lebens der Autorin hinzudeuten:
Otras –más esforzado–

demasiada acusaba cobardía

el lauro antes ceder, que en la lid dura

haber siquiera entrado,

y al ejemplar osado

del claro joven la atención volvía,

–auriga altivo del ardiente carro–,

y el, si infeliz, bizarro

alto impulso, el espíritu encendía:

donde el ánimo halla

–más que el temor ejemplos de escarmiento–

abiertas sendas al atrevimiento,

que una ya vez trilladas, no hay castigo

que intento baste a remover segundo,

(segunda ambición, digo).
Ein andermal jedoch, kühner gesinnt,

schalt sich mein Geist, es sei zuviel der Bänglichkeiten,

auf Lorbeer zu verzichten, eh der Streit,

der auszufechten ist, auch nur beginnt;

und den inneren Blick

auf das Vorbild der Lichtgestalt gerichtet

– des Jünglings, stolz den Flammenwagen lenkend –,

fühl ich, wie sein hochgemutes Mißgeschick,

den Geist befeuernd, heiße Schwungkraft schenkend,

mir nicht den Mut zernichtet, mich nicht so sehr als Straftempel schreckt,

vielmehr verwegne Wagelust erweckt,

auf Bahnen weist, die, einmal schon begangen,

locken trotz Strafe, solch ein Unterfangen

erneut zu wagen

(neu vom Ehrgeiz angesteckt).

### Textausgaben
- Alberto Pérez-Amador Adam: El precipicio de Faetón. Nueva edición, estudio filológico y comento de Primero Sueño de Sor Juana Inés de la Cruz. Frankfurt, Madrid: Vervuert 1996
- Alberto Pérez-Amador Adam: El precipicio de Faetón. Edición y comento de Primero sueño de Sor Juana Inés de la Cruz (Nueva edición). Frankfurt, Madrid: Vervuert 2015 (stark erweiterte Fassung des 1996 erschienenen Bandes)

Folgende deutsche Übersetzungen sind erhältlich:
- Erster Traum. Zweisprachig Spanisch/Deutsch. Übersetzt und mit einem Nachwort von Nora Zapf, Vorwort von Johannes Kleinbeck und Oliver Precht. Wien 2023, ISBN 978-3985140626.
- Es höre mich dein Auge: Lyrik, Theater, Prosa; spanisch-deutsch. Übersetzung von E. Dorer. Hrsg. von Alberto Perez Amador Adam. Frankfurt am Main: Verl. Neue Kritik 1996 (ISBN 3-8015-0296-1).
- Erster Traum mit der Antwort an Sor Filotea de la Cruz. Übersetzung von Fritz Vogelgsang. Frankfurt am Main: Insel 1993 (ISBN 3-458-16326-3).
- Der Traum; spanisch-deutsch. Herausgegeben und übersetzt von Alberto Pérez-Amador Adam und Stephan Nowotnick. Frankfurt: Verlag Neue Kritik 1992 (ISBN 3-8015-0264-3).

### Sekundärliteratur
- Octavio Paz: Sor Juana Inés de la Cruz o las trampas de la fe. 3. Auflage. Barcelona: Seix Barral 1989. (deutsch: Sor Juana Ines de la Cruz oder Die Fallstricke des Glaubens. Suhrkamp, 1994. ISBN 3-518-38794-4)
- Karl Vossler (Hrsg.): Die Welt im Traum. Paraphrase vom Ersten Traum. Eine Dichtung der zehnten Muse von Mexiko. 1946.
- Heinrich Merkl: Sor Juana Inés de la Cruz. Ein Bericht zur Forschung 1951–1981. Heidelberg, Winter 1986. ISBN 3-533-03789-4.
- Alberto Pérez-Amador Adam: La ascendente estrella. Bibliografía de los estudios dedi-cados a Sor Juana Inés de la Cruz en el siglo XX. Frankfurt/M., Madrid: Vervuert/Iberoamericana 2007 (Ediciones de Iberoamericana: D, Bibliografias; 7).
- Christopher F. Laferl: Nonne und Gelehrte. In: Birgit Wagner und ders.: Anspruch auf das Wort: Geschlecht, Wissen und Schreiben im 17. Jahrhundert. Sor Juana Celeste und Sor Juana Inés de la Cruz. Wien: Facultas 2002, S. 71–126.
- Berthold Volberg: Mexiko: Zum Geburtstag der größten Dichterin Amerikas – Sor Juana Inés de la Cruz. In: caiman.de 11/2004, caiman.de.

## Belege
1. ↑  Vgl. Alberto Pérez Amador Adam: El precipicio de Faetón. Nueva Edición. Frankfurt/M., Madrid: Vervuert 1996, S. 14f.
2. ↑  vgl. Ludwig Pfandl: Die zehnte Muse von Mexico. Juana Inés de la Cruz. Ihr Leben, ihre Dichtung, ihre Psyche. München: Rinn 1946, S. 76.
3. ↑  Berthold Volberg: Mexiko: Zum Geburtstag der größten Dichterin Amerikas – Sor Juana Inés de la Cruz. In: caiman.de 11/2004, caiman.de
4. ↑  Übersetzung zitiert nach Vogelsang 1993, S. 81/83.